# The Platinum Collection (The Doors)
The Platinum Collection è un album compilation del gruppo rock dei Doors pubblicato nel 2008 e presenta una lista di brani che esclude i successi più eclatanti della band come Light My Fire, Break On Through (To the Other Side), Love Me Two Times, The End, ecc...

## Tracce
1. "Moonlight Drive"
2. "Soul Kitchen"
3. "Bird of Prey"
4. "Take It as It Comes"
5. "You're Lost Little Girl"
6. "My Eyes Have Seen You"
7. "The Wasp (Texas Radio and the Big Beat)"
8. "Summer's Almost Gone" (40Th Anniversary Mixes)
9. "The Spy"
10. "Tell All the People"
11. "Queen of the Highway"
12. "Shaman's Blues"
13. "Hyacinth House"
14. "Cars Hiss by My Window"
15. "Love Street"

## Curiosità
Solo la traccia numero 8 contiene il nuovo mix definito (40Th Anniversary Mixes), mentre le altre tracce sono le (Remastered Edition) contenute nel cofanetto di Perception .

## Formazione
- Jim Morrison – voce
- Ray Manzarek – organo, pianoforte, tastiera, basso
- John Densmore – batteria
- Robby Krieger – chitarra